# Kevin Haugan
Kevin Bårdar Haugan (* 2002) ist ein norwegischer Schauspieler, Tänzer und Sänger.

## Leben
Haugan stammt aus dem Osloer Stadtteil Bekkelaget. Seine Eltern sind ehemalige Berufstänzer, die die Musicalschule Bårdar Akademiet in Oslo gründeten. Im Alter von sieben Jahren hatte er in der NRK-Serie AF1 seine erste Fernsehrolle. Es folgten Rollen in mehreren Musicals. Als Zwölfjähriger erhielt Haugan die Hauptrolle im Musical Billy Elliot am Osloer Folketeatret. Später spielte er unter anderem in Aufführungen von Reisen til julestjernen und von Das Dschungelbuch mit. Neben seiner Tätigkeit als Schauspieler gehörte er zu den Tänzern von Marcus & Martinus. In der in Norwegen erstmals im Dezember 2016 ausgestrahlten Weihnachts-Kinderserie Schneewelt – eine Weihnachtsgeschichte übernahm er die Rolle des Pil.
Als 16-Jähriger gab Haugan im Jahr 2018 mit einer Version des George-Michael-Lieds Turn to Gold seine Debütsingle heraus. Im Jahr 2022 wirkte er an der Theateraufführung von Jul i Blåfjell am Chateau Neuf mit. In der zweiten Staffel von Schneewelt – eine Weihnachtsgeschichte, die NRK im Dezember 2023 ausstrahlte, spielte Haugan erneut Pil.

## Filmografie (Auswahl)
- 2011: AF1 (Alle for en) (Fernsehserie, 2 Folgen)
- 2016–2023: Schneewelt – eine Weihnachtsgeschichte (Snøfall, Fernsehserie, 48 Folgen)

## Diskografie

### Singles
- 2018: Turn to Gold
- 2018: Freeze
- 2019: Mi amor
- 2019: Mi amor
- 2019: Firewall
- 2019: Sleigh Ride
- 2020: Star
- 2020: Første sommer sammen
- 2020: Stuck med deg
- 2021: Vippse Love
- 2021: Julefri
- 2022: DM
- 2022: Gåsehud
- 2022: Første Gang
- 2023: Mer av oss